# Frederik Lodewijk Schlingemann

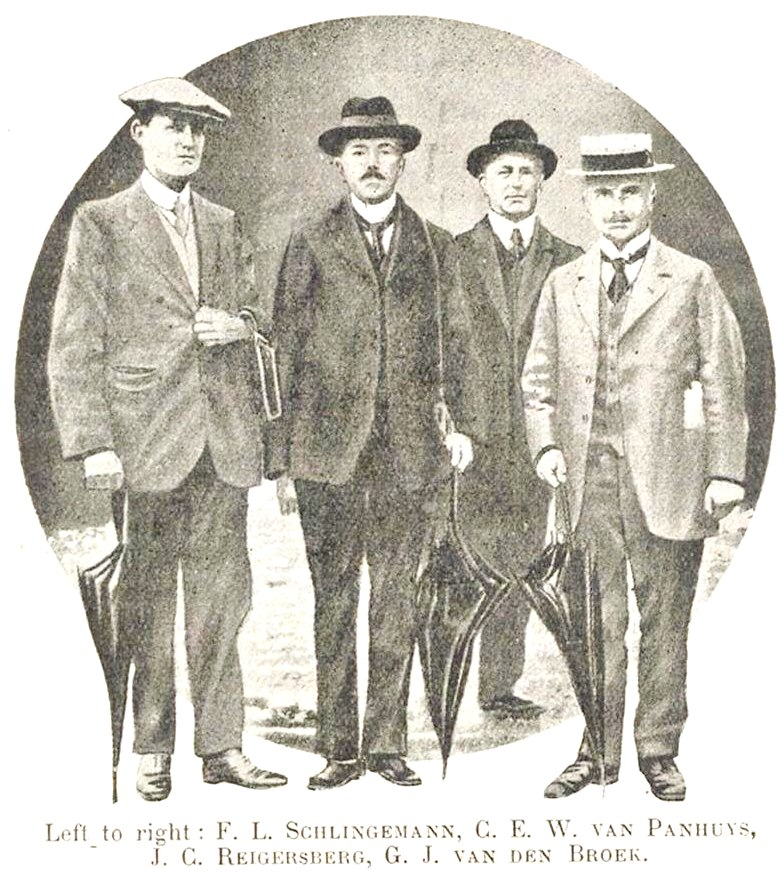
Deelnemers aan een studiereis naar de VS in 1916 naar sluizen en waterwerken

Frederik Lodewijk Schlingemann (Doetinchem 27 september 1877 - Enschede 17 november 1944) was een Nederlands waterbouwkundige. Hij was na zijn studie aan de Polytechnische School te Delft, vanaf 1902 werkzaam bij Rijkswaterstaat vanuit verschillende standplaatsen. Zijn eerste standplaats was als "kweekeling" is in de vakantie van 1899 bij de werken aan de Nieuwe Waterweg. Zijn eerste "vaste" standplaast is de verbetering van de Overijsselse Vecht eind 1902. In 1905 wordt hij (inmiddels in Ommen) bevorderd tot ingenieur 3e klasse. Eind van dat jaar wordt hij waarnemend arrondissementsingenieur in Nijmegen. In januari 1906 wordt hij overgeplaatst naar het Noordzeekanaal, waar hij werkt aan de verlichting. Hij schrijft hierover een uitgebreid artikel in De Ingenieur. In 1911 wordt hij arrondissementsingenieur in Almelo. In 1914 wordt hij bevorderd to ingenieur 2e klasse en overgeplaatst naar Maastricht,

## De Maaswerken
In 1916 ging hij met een kleine groep collega’s naar de Verenigde Staten om kanaalwerken en sluizen te bekijken als voorbereiding op de Maaswerken en de bouw van de Noordersluis bij IJmuiden. Hij gaf daar later leiding aan de uitvoering van deze Maaskanalisatie. Al in 1916 werd hij benoemd in een voorbereidingscommissie voor die werken onder voorzitterschap van Johan Ramaer. In november 1918 wordt hij belast met de leiding over die werken.
In 1922 wordt hij Hoofdingenieur.

## Directie Benedenrivieren
in 1930 werd hij benoemd tot hoofdingenieur-directeur der Directie Groote Rivieren. In 1933, bij de splitsing van deze Directie in Boven- en Benedenrivieren behield hij de laatste. In deze functie was hij een belangrijke steun voor Johan van Veen. Hij heeft zich hier ook sterk gemaakt voor een verbetering van de vaarweg van Dordrecht naar zee.

## Commissiewerk

### Rijnvaartcommissie
Ook internationaal genoot hij bekendheid; in 1925 werd hij verzocht zitting te nemen in de Centrale Commissie voor de Rijnvaart en in 1926 in de Technische Commissie van de Volkenbond. Hij was de Nederlandse Rijnvaart-Commissaris in de Centrale Commissie voor de Rijnvaart. Hier heeft hij zich beziggehouden met de herziening van de Rijnvaartakte voor wat betreft de douanebepalingen. Daarnaast was hij lid van de subcommissie belast met het onderzoek tot het bouwen van bruggen over de Rijn.

### Havengewest Beneden-Maas
In 1929 is ingesteld: 
een commissie voor een onderzoek naar de wijze waarop de havenbelangen van Rotterdam en omgeving het best zouden kunnen worden behartigd,welk onderzoek mede had te omvatten de voorziening in de behoefte aan handels- en industrieterreinen in verband met de verschepen van grondstoffen en goederen, aan verbindingen te land en te water en aan terreinen voor huisvesting van diegenen die in het havenbedrijf of industrie werkzaam zijn.
De commissie bracht in 1931 haar verslag uit; maar dit leidde niet een havengewest. Ir.Schlingemann was geen lid van bovenbedoelde commissie, doch wel nauw betrokken bij de behandeling van deze materie.

### Commissie voor waterkrachtcentrales in Limburg.
In 1926 werd een commissie ingesteld om te onderzoeken of het bouwen van waterkrachtcentrales bij de Maas, in het bijzonder aan de stuw bij Linne en bij het Julianakanaal, van belang zou zijn voor de industrie in het mijngebied en voor de elektriciteitsvoorziening in Limburg en overig Nederland. In 1930 was de commissie met haar concept-eindrapport gereed. Ir.Schlingemann was lid van deze commissie.

## Privé
In 1942 werd hij vanwege zijn pensionering eervol uit rijksdienst ontslagen. Hij is een zoon van Rijck Christiaan Schlingemann en Elizabeth Henrietta Bulkley. Op 18 juni 1906 trad hij te Zwolle in het huwelijk met Johanna Catharina Magdalena van Reede, geboren te Zwolle op 15 maart 1882 en overleden te Maastricht op 4 januari 1915. Op 25 juni 1918 huwde hij ten tweede male te Roermond met Elisabeth Bryan Kate van Rossem, geboren te Sittard op 18 december 1893. Hij overleed te Enschede op 17 november 1944.
In september 1932 is hij benoemd tot ridder in de orde van de Nederlandse Leeuw. Ook was hij officier in de Orde van Oranje Nassau.
- International Standard Name Identifier: 0000 0003 9130 1476
- Virtual International Authority File: 285093421